# Чхве Пуль Ам
Чхве Пуль Ам (кор. 최불암, народився 15 червня 1940) — південнокорейський актор і професор.

## Біографія
Пуль Ам народився в околицях Кимґок-дон, Тон-ґу, Інчхон, Корея в 1940 році. Він був єдиним сином у сім'ї батька Чхве Чхоля, бізнесмена, і матері Лі Мьон Сук, яка була донькою королівського фармацевта Корейської імперії. Чхве Чхоль раптово помер, коли Пуль Аму було 8 років і він пішов у початкову школу Сінхин в Інчхоні. Пізніше він переїхав до Сеула, щоб навчатися у середній школі Чонґан. Пуль Ам захопився театром, коли він вступив до театрального гуртка в старшій школі Чонґан. Він отримав режисерський досвід, навчаючись у художньому коледжі Сорабол (який з тих пір об'єднався в сучасний університет Чунан). У 1960 році він вступив до університету Ханян. До закінчення навчання Пуль Ам зіграв у кількох виставах. Його прийняли на роботу актором у KBS у 1976 році та він став зіркою після ролі Кім Чонсо в драматичному серіалі «Принц Суян».

## Фільмографія
*Примітка; посилається весь список.

### Фільми
| Рік  | Назва                                  | Роль              |
| ---- | -------------------------------------- | ----------------- |
| 1967 | «Світло та тінь»                       |                   |
| 1968 | «Жіночі бандити»                       |                   |
| 1968 | «Вега»                                 |                   |
| 1968 | «Крила Лі Сана»                        |                   |
| 1969 | «Євнух»                                |                   |
| 1969 | «Мадам Свобода»                        |                   |
| 1970 | «Сонце, що ніколи не старіє»           |                   |
| 1970 | «Ніхто не знає»                        |                   |
| 1970 | «Яка користь від плакання»             |                   |
| 1970 | «Дружба надії»                         |                   |
| 1970 | «Вечірній дзвін»                       |                   |
| 1970 | «Крутій у Ханян»                       |                   |
| 1971 | «Що трапилося тієї ночі»               |                   |
| 1971 | «Я твоя сім'я»                         |                   |
| 1971 | «Палаюча помста»                       |                   |
| 1971 | «Попрощайся як чоловік»                |                   |
| 1971 | «Студент життя»                        |                   |
| 1972 | «Шукаю синів і доньок»                 |                   |
| 1972 | «Чудове життя»                         |                   |
| 1972 | «Один до одного»                       |                   |
| 1972 | «Патріот Ан Чон Ґин»                   |                   |
| 1973 | «Кісен Нон Ґе»                         |                   |
| 1973 | «З моїм каханням, назавжди»            |                   |
| 1973 | «Молоді»                               |                   |
| 1973 | «Вік діви»                             |                   |
| 1973 | «Батько»                               |                   |
| 1973 | «Одружений/-а з биком»                 |                   |
| 1973 | «Свідчення»                            |                   |
| 1974 | «Білий носовичок»                      |                   |
| 1974 | «Циган серця»                          |                   |
| 1974 | «Трансгресія»                          |                   |
| 1974 | «Хванньо»                              |                   |
| 1974 | «Незабуті»                             |                   |
| 1974 | «Сині джинси»                          |                   |
| 1975 | «Дні розквіту Чхан Су»                 |                   |
| 1975 | «Історія кохання Чхун Джа»             |                   |
| 1975 | «Дні розквіту Йон Джа»                 |                   |
| 1975 | «Шпигун, що залишився позаду»          |                   |
| 1975 | «Червоне взуття»                       |                   |
| 1975 | «Похіть»                               |                   |
| 1975 | «Кінець любовноного роману»            |                   |
| 1975 | «49-ий день після смерті»              |                   |
| 1976 | «Лічити зорі на нічному небі»          |                   |
| 1976 | «Я справді маю мрію»                   |                   |
| 1976 | «Кохання за кровною спорідненістю»     |                   |
| 1976 | «Мати»                                 |                   |
| 1976 | «Кінь-гойдалка і дівчина»              |                   |
| 1976 | «Сім'я»                                |                   |
| 1976 | «Випискники»                           |                   |
| 1976 | «Кан Нан»                              |                   |
| 1976 | «Ван Сіп Рі, Моє рідне місто»          |                   |
| 1977 | «Аріран А»                             |                   |
| 1977 | «Ти справді мені подобаєшся»           |                   |
| 1978 | «Ворота»                               |                   |
| 1978 | «Тривожне післяобіддя»                 |                   |
| 1978 | «Седжон Великий»                       |                   |
| 1979 | «Сірий роман»                          |                   |
| 1979 | «Бездумне Мо Мо»                       |                   |
| 1979 | «Біг на зустріч до завтра»             |                   |
| 1980 | «Будь відважним, Ман Сок»              |                   |
| 1980 | «Син чоловіка»                         |                   |
| 1980 | «Останній свідок»                      |                   |
| 1980 | «Хороший вітряний день»                |                   |
| 1981 | «Ескапада китового острова»            |                   |
| 1981 | «Тричі на кожні короткі і довгі шляхи» |                   |
| 1982 | «Чхун Хі»                              |                   |
| 1986 | «Кільсоттим»                           |                   |
| 1987 | «Наші грайливі юні дні»                |                   |
| 1988 | «Небезпечний аромат: Одруженна пара»   |                   |
| 1990 | «Broken Children»                      |                   |
| 1995 | «Армагеддон»                           | Армагеддон        |
| 2004 | «Не зв'язуйся зі мною»                 | Брік              |
| 2005 | «Вона на службі»                       | Головний прокурор |

### Телесеріали
| Рік       | Назва                   | Роль             | Мережа    |
| --------- | ----------------------- | ---------------- | --------- |
| 1971-1989 | «Інспектор-детектив»    | Лейтенант Пак    | MBC       |
| 1974      | «100 років»             | Н/Д              | MBC       |
| 1974      | «Каннамська сім'я»      | Ю Син Ґин        | MBC       |
| 1978      | «Ти»                    | Батько           | MBC       |
| 1980-2002 | «Сільські щоденники»    | Кім Мін Дже      | MBC       |
| 1981-1982 | «Перша республіка»      | Лі Синман        | MBC       |
| 1997-1998 | «Ти і я»                | Парк Че Чхон     | MBC       |
| 2000      | «Більше ніж любов»      | Кім Хан Бон      | MBC       |
| 2002      | «Сонячне світло»        | Чой Мьон Хо      | MBC       |
| 2004-2005 | «Епоха героїв»          | Камео            | MBC       |
| 2005-2006 | «Мила шпигунка»         | Чхве Пом Ґу      | MBC       |
| 2006      | «Палац»                 | Імператор Сонджо | MBC       |
| 2006      | «По-справжньому кохати» | Чан Мін Хо       | MBC       |
| 2008      | «Гурман»                | О Сон Ґин        | SBS       |
| 2009      | «Посміхнися, ти»        | Кан Ман Бок      | SBS       |
| 2011-2012 | «Райський сад»          | Чон Пу Сік       | Channel A |
| 2012      | «Дорога №1»             | Тхе Хо (старший) | MBC       |
| 2012      | «Щасливий кінець»       | Батько Ду-Су     | JTBC      |
| 2014      | «Славний день»          | Кім Чхоль Су     | SBS       |
| 2018      | «Життя на Марсі»        | Камео            | OCN       |

## Нагороди
| Рік  | Нагорода                                      | Категорія                               | Робота                                          | Результат |
| ---- | --------------------------------------------- | --------------------------------------- | ----------------------------------------------- | --------- |
| 1974 | 10-та Премія мистецтв Пексан                  | Найкраща телевізійна акторська робота   | «100 років» (MBC)                               | Перемога  |
| 1974 | Премія MBC драма                              | Нагорода за високу майстерність (актор) | «Каннамська сім'я» (MBC)                        | Перемога  |
| 1975 | 11-та Премія мистецтв Пексан                  | Улюблений телеактор, обраний читачами   | Н/Д                                             | Перемога  |
| 1978 | 17-та Премія Великий дзвін                    | Найкращий актор другого плану           | «Седжон Великий»                                | Перемога  |
| 1978 | 14-та Премія мистецтв Пексан                  | Чудова телевізійна акторська гра        | «Ти» (MBC)                                      | Перемога  |
| 1977 | Премія MBC розваг                             | Головний приз (Тесан)                   | Н/Д                                             | Перемога  |
| 1979 | 18-та Премія Великий дзвін                    | Найкращий актор                         | «Будь відважним, Ман Сок»                       | Перемога  |
| 1980 | 1-ша Премія корейської асоціації кінокритиків | Найкращий актор                         | «Останній свідок»                               | Перемога  |
| 1980 | Премія MBC драма                              | Краща чоловіча роль в телепрограмах     | Н/Д                                             | Перемога  |
| 1991 | Премія MBC драма                              | Особлива нагорода за досягнення         | «Інспектор-детектив», «Сільські щоденники» тощо | Перемога  |
| 2008 | 3-тя Сеульська міжнародна премія драми        | Зоряний зал слави                       | Н/Д                                             | Перемога  |